# Cinzia Sciuto
Cinzia Sciuto (* 1981 in Salemi) ist eine italienische Philosophin und Journalistin. Sie ist Chefredakteurin des italienischen Magazins MicroMega und schreibt unter anderem in Zeitungen wie der taz und Faust-Kultur.

## Leben
Sciuto studierte in Rom und Berlin Philosophie und promovierte an der Universität La Sapienza in Rom. Sie schreibt zu Säkularismus, Frauenrechten, Multikulturalismus und Fragen der Bioethik und tritt regelmäßig als Referentin bei Veranstaltungen auf. Sie hat sich auf Themen wie Bürgerrechte, Laizität und Feminismus spezialisiert.
Seit arbeitete über viele Jahre bei MicroMega und wurde zunächst zur Co-Chefredakteurin ernannt, bevor sie die Nachfolge des Gründers Paolo Flores d’Arcais antrat.
Sie lebt mit ihrer Familie in Frankfurt am Main. Sie arbeitet zwischen Rom und Frankfurt.

## Wirken
Sciuto ist Verfasserin mehrerer Monografien, darunter La terra è rotonda. Kant, Kelsen e la prospettiva cosmopolitica (2015) und Non c’è fede che tenga. Manifesto laico contro il multiculturalismo (2018; 2020). Zudem trug sie zu Sammelbänden wie Non si può più dire niente? 14 punti di vista su politicamente corretto e cancel culture (2022) und Transsexualität: Was ist eine Frau? Was ist ein Mann? (2022) bei.
Auf ihrem Blog schreibt sie über Themen wie Bürgerrechte, Laizität und Feminismus. Sie betont die Rolle von Laizität als Voraussetzung für ein zivilisiertes Zusammenleben in einer heterogenen Gesellschaft und dass Rechte ausschließlich dem Individuum und nicht Gruppen zustehen. Ihrer Ansicht nach ist das Individuum Träger von Identitäten und Zugehörigkeiten, nicht umgekehrt.
Sciuto ist für klare Positionen zu kontroversen Themen bekannt und betont die Bedeutung der Aufklärung innerhalb der Linken. Sie kritisiert „intellektuelle Faulheit“ und setzt sich gegen einen relativistischen, oberflächlichen Multikulturalismus ein, welcher die Herausforderungen patriarchaler und reaktionärer Kulturen ignoriert. Ihr Laizismus hat antiklerikale Wurzeln in Italien, richtet sich jedoch gegen antiaufklärerische Werte in allen Religionen. Seit 2023 ist sie Mitglied im Beirat der Giordano-Bruno-Stiftung.
Sie plant, der Klimakrise mehr Aufmerksamkeit zu widmen und die wissenschaftliche Perspektive stärker zu betonen.

## Bücher
- La Terra è rotonda. Kant, Kelsen e la prospettiva cosmopolitica. Mimesis Edizioni, Mailand 2015.
- Non c’è fede che tenga. Manifesto laico contro il multiculturalismo. Feltrinelli, Mailand 2018.

- Die Fallen des Multikulturalismus. Laizität und Menschenrechte in einer vielfältigen Gesellschaft. Übersetzt von Johannes von Vacano. Rotpunktverlag, Zürich 2020.

## Absätze im Band
- - Non si può più dire niente? Utet, Mailand 2022.
  - Transsexualität. Was ist eine Frau? Was ist ein Mann? – Eine Streitschrift. Herausgegeben von: Alice Schwarzer, Chantal Louis, KiWi 2022.